# Quintette pour clarinette et cordes (Weber)
Le Quintette en si bémol majeur pour clarinette et quatuor à cordes, op. 34 (J. 182), est une œuvre de Carl Maria von Weber composée entre 1811 et 1815.

## Historique
Weber commence l'écriture de son quintette avec clarinette le 24 septembre 1811 à Jegenstorf. 
La partition est destinée à Heinrich Bärmann, clarinettiste virtuose et ami du compositeur. C'est à l'intention de cet interprète que Weber écrit la même année un Concertino et deux concertos pour clarinette (no 1 en fa mineur et no 2 en mi bémol majeur).
Le Quintette est achevé le 25 août 1815 et créé dès le lendemain, la partition étant publiée à l'automne par Schlesinger.

## Structure de l’œuvre
Le Quintette est en quatre mouvements :
1. Allegro, qui s'ouvre sur une introduction aux cordes ;
2. Fantasia. Adagio (en sol mineur), l'une des « plus belles pièces jamais écrites pour la clarinette[3] » ;
3. Menuetto. Capriccio presto, menuet qui propose de « brillants effets » et contraste avec le trio, « en legato plus lent, d'esprit serein[3] » ;
4. Rondo. Allegro giocoso, finale de forme rondo (ABACA), à « l'éclatante coda[3] ».

La durée moyenne d'exécution de l’œuvre est d'environ vingt-quatre minutes.
Le Quintette porte le numéro d'opus 34 et, dans le catalogue des œuvres du compositeur établi par Friedrich Wilhelm Jähns, la référence J. 182.

## Discographie
- Quintette pour clarinette — Melos Ensemble (1959, Decca) (OCLC 225579151) — avec Septuor op. 74 et Quintette op. 87 de Hummel.
- Quintette pour clarinette — Janet Hilton, clarinette ; (juin 1984, 2 CD Chandos) — Intégrale de l'œuvre avec clarinette.
- Quintette pour clarinette — Eduard Brunner, clarinette ; Quatuor Hagen (juin 1987, DG) — avec le Quintette de Mozart.
- Quintette pour clarinette — Ensemble de chambre de l'Academy of Ancient Music (1994, L'Oiseau Lyre) — avec le Septuor op. 20 de Beethoven.
- Quintette pour clarinette — Richard Stoltzman, clarinette ; Quatuor de Tokyo (1995, RCA) — avec le Quintette op. 115 de Brahms.
- Quintette pour clarinette — van Swieten Society : Frank van den Brink, clarinette ; Igor Rukhadze et Franc Polman, violons ; Bernadette Verhagen, alto ; Job ter Haar, violoncelle (juin 2008, Quintone) (OCLC 458586873) — avec le Trio avec flûte, op. 63.

### Ouvrages généraux
- François-René Tranchefort, Guide de la musique de chambre, Paris, Fayard, coll. « Les Indispensables de la musique », 1987, 996 p. (ISBN 2-2130-2403-0, OCLC 21318922, BNF 35064530), p. 927-932.

### Monographies
- Jean-Luc Caron et Gérard Denizeau, Carl Maria von Weber, Paris, bleu nuit éditeur, coll. « horizons » (no 73), 2019, 176 p. (ISBN 978-2-358-84087-3).
- John Warrack (trad. Odile Demange), Carl Maria von Weber, Paris, Fayard, 1987, 480 p. (ISBN 978-2-213-01979-6).